# Ronde van Spanje voor vrouwen 2024
De tiende editie van de Spaanse wielerwedstrijd Ronde van Spanje voor vrouwen (Spaans: La Vuelta España Femenina) vond plaats van 28 april tot 5 mei 2024. De ronde ging van start met een ploegentijdrit in Valencia aan de oostkust en finisht op de beklimming naar Valdesquí, een skigebied ten noordwesten van Madrid. De wedstrijd is onderdeel van de UCI Women's World Tour in 2024 en is ingedeeld in de wedstrijdcategorie 2.WWT. De wedstrijd bestaat uit acht etappes; dat is één meer dan de vorige editie. Titelverdedigster Annemiek van Vleuten heeft inmiddels haar carrière beëindigd. Zij werd opgevolgd door haar landgenote Demi Vollering.
De wedstrijd wordt sinds de vorige editie los verreden van de mannenwedstrijd. Vanaf die editie duurt de koers een hele week en kan dus gezien worden als een van de drie Grote Rondes. De Vuelta vond net als het voorgaande jaar plaats in de eerste week van mei, hoewel er even sprake was van dat de organisatie (op aanvraag van diverse ploegen) de wedstrijd wilde verplaatsen naar juni. De wedstrijd viel namelijk erg kort op de voorjaarsklassiekers en met name de Ardense klassiekers, die voor veel klimsters ook een doel zijn.

## Deelnemende ploegen
Dertien van de vijftien World-Tourploegen stonden aan de start (Ceratizit en Uno-X niet), aangevuld met acht UCI-continentale ploegen, waaronder het Belgische Lotto Dstny Ladies en het Nederlandse VolkerWessels.
| UCI-World Tourteams                                                                                                   | UCI-World Tourteams                                                             | UCI-teams | UCI-teams |
| --- | ------------------------------------------------------------------------------- | --- | --------- |
| AG Insurance-Soudal Canyon//SRAM Racing dsm-firmenich PostNL FDJ-SUEZ Fenix-Deceuninck Human Powered Health Lidl-Trek | Liv AlUla Jayco Movistar Roland SD Worx-Protime UAE Team ADQ Visma-Lease a Bike | BePink-Bongioanni Coop-Repsol EF Education-Cannondale Eneicat-CMTeam Laboral Kutxa-Fundación Euskadi Lotto Dstny Ladies VolkerWessels Winspace |           |

## Etappeschema
Minder dan twee maanden voor de wedstrijd werd het etappeschema bekendgemaakt. De Vuelta ging van de oostkust via de Pyreneeën naar het midden van het land. Het plan om de befaamde Alto de El Angliru aan te doen ging niet door.
| Datum    | Etappe | Start – Finish                   | Afstand (in km) | Type           | Winnaar          | Ploeg                   | Klassementsleider |
| -------- | ------ | -------------------------------- | --------------- | -------------- | ---------------- | ----------------------- | ----------------- |
| 28 april | 1      | Valencia – Valencia              | 16              | Ploegentijdrit | Lidl-Trek        | Lidl-Trek               | Gaia Realini      |
| 29 april | 2      | Buñol – Moncofa                  | 118             | Vlakke rit     | Alison Jackson   | EF Education-Cannondale | Blanka Vas        |
| 30 april | 3      | Lucena del Cid – Teruel          | 131             | Heuvelrit      | Marianne Vos     | Visma \| Lease a Bike   | Blanka Vas        |
| 1 mei    | 4      | Molina de Aragón – Zaragoza      | 142             | Vlakke rit     | Kristen Faulkner | EF Education-Cannondale | Marianne Vos      |
| 2 mei    | 5      | Huesca – Jaca                    | 113             | Bergrit        | Demi Vollering   | SD Worx-Protime         | Demi Vollering    |
| 3 mei    | 6      | Tarazona – La Laguna Negra       | 132             | Bergrit        | Évita Muzic      | FDJ-Suez                | Demi Vollering    |
| 4 mei    | 7      | San Esteban de Gormaz – Sigüenza | 126             | Heuvelrit      | Marianne Vos     | Visma \| Lease a Bike   | Demi Vollering    |
| 5 mei    | 8      | Madrid – Valdesquí               | 89              | Bergrit        | Demi Vollering   | SD Worx-Protime         | Demi Vollering    |

## Etappe-uitslagen

### 1e etappe (ploegentijdrit)
| Valencia – Valencia (16 km) |                         |          |
| Plaats                      | Ploeg                   | Tijd     |
| 1                           | Lidl-Trek               | 19'20"13 |
| 2                           | Visma \| Lease a Bike   | + 0"09   |
| 3                           | SD Worx-Protime         | + 1"80   |
| 4                           | Canyon//SRAM Racing     | + 8"41   |
| 5                           | EF Education-Cannondale | + 9"29   |
| 6                           | FDJ-Suez                | + 9"43   |
| 7                           | Liv AlUla Jayco         | + 10"57  |
| 8                           | Movistar                | + 12"38  |
| 9                           | dsm-firmenich PostNL    | + 17"09  |
| 10                          | AG Insurance-Soudal     | + 32"78  |

| Algemeen klassement |                      |                       |        |
| Plaats              | Naam                 | Ploeg                 | Tijd   |
| Rode trui           | Gaia Realini         | Lidl-Trek             | 19'20" |
| 2                   | Elizabeth Deignan    | Lidl-Trek             | z.t.   |
| 3                   | Brodie Chapman       | Lidl-Trek             | z.t.   |
| 4                   | Elisa Longo Borghini | Lidl-Trek             | z.t.   |
| 5                   | Amanda Spratt        | Lidl-Trek             | z.t.   |
| 6                   | Elynor Bäckstedt     | Lidl-Trek             | z.t.   |
| 7                   | Ellen van Dijk       | Lidl-Trek             | z.t.   |
| 8                   | Riejanne Markus      | Visma \| Lease a Bike | z.t.   |
| 9                   | Anna Henderson       | Visma \| Lease a Bike | z.t.   |
| 10                  | Marianne Vos         | Visma \| Lease a Bike | z.t.   |
|                     |                      |                       |        |
| 54                  | Justine Ghekiere     | AG Insurance-Soudal   | + 32"  |

### 2e etappe
| Buñol – Moncofa (118 km) |                      |                         |          |
| Plaats                   | Naam                 | Ploeg                   | Tijd     |
| Winnaar                  | Alison Jackson       | EF Education-Cannondale | 2u51'03" |
| 2                        | Blanka Vas           | SD Worx-Protime         | z.t.     |
| 3                        | Karlijn Swinkels     | UAE Team ADQ            | z.t.     |
| 4                        | Katarzyna Niewiadoma | Canyon//SRAM Racing     | z.t.     |
| 5                        | Ingvild Gåskjenn     | Liv AlUla Jayco         | z.t.     |
| 6                        | Giorgia Vettorello   | Roland                  | z.t.     |
| 7                        | Silke Smulders       | Liv AlUla Jayco         | z.t.     |
| 8                        | Flora Perkins        | Fenix-Deceuninck        | z.t.     |
| 9                        | Amber Kraak          | FDJ-SUEZ                | z.t.     |
| 10                       | Kristen Faulkner     | EF Education-Cannondale | z.t.     |
|                          |                      |                         |          |
| 58                       | Julie Van de Velde   | AG Insurance-Soudal     | z.t.     |

| Algemeen klassement |                      |                         |          |
| Plaats              | Naam                 | Ploeg                   | Tijd     |
| Rode trui           | Blanka Vas           | SD Worx-Protime         | 3u10'14" |
| 2                   | Alison Jackson       | EF Education-Cannondale | + 8"     |
| 3                   | Elisa Longo Borghini | Lidl-Trek               | + 9"     |
| 4                   | Eva van Agt          | Visma \| Lease a Bike   | z.t.     |
| 5                   | Sophie von Berswordt | Visma \| Lease a Bike   | z.t.     |
| 6                   | Riejanne Markus      | Visma \| Lease a Bike   | z.t.     |
| 7                   | Marianne Vos         | Visma \| Lease a Bike   | z.t.     |
| 8                   | Amanda Spratt        | Lidl-Trek               | z.t.     |
| 9                   | Gaia Realini         | Lidl-Trek               | z.t.     |
| 10                  | Brodie Chapman       | Lidl-Trek               | z.t.     |
|                     |                      |                         |          |
| 78                  | Julie Van de Velde   | AG Insurance-Soudal     | + 1'27"  |

### 3e etappe
| Lucena del Cid – Teruel (131 km) |                      |                         |          |
| Plaats                           | Naam                 | Ploeg                   | Tijd     |
| Winnaar                          | Marianne Vos         | Visma \| Lease a Bike   | 3u46'52" |
| 2                                | Charlotte Kool       | dsm-firmenich PostNL    | z.t.     |
| 3                                | Olivia Baril         | Movistar Team           | z.t.     |
| 4                                | Ingvild Gåskjenn     | Liv AlUla Jayco         | z.t.     |
| 5                                | Lily Williams        | Human Powered Health    | z.t.     |
| 6                                | Flora Perkins        | Fenix-Deceuninck        | z.t.     |
| 7                                | Eleonora Ciabocco    | dsm-firmenich PostNL    | z.t.     |
| 8                                | Caroline Andersson   | Liv AlUla Jayco         | z.t.     |
| 9                                | Mischa Bredewold     | SD Worx-Protime         | z.t.     |
| 10                               | Magdeleine Vallieres | EF Education-Cannondale | z.t.     |
|                                  |                      |                         |          |
| 46                               | Valerie Demey        | VolkerWessels           | z.t.     |

| Algemeen klassement |                      |                         |          |
| Plaats              | Naam                 | Ploeg                   | Tijd     |
| Rode trui           | Blanka Vas           | SD Worx-Protime         | 6u57'04" |
| 2                   | Marianne Vos         | Visma \| Lease a Bike   | + 01"    |
| 3                   | Alison Jackson       | EF Education-Cannondale | + 10"    |
| 4                   | Elisa Longo Borghini | Lidl-Trek               | + 11"    |
| 5                   | Eva van Agt          | Visma \| Lease a Bike   | z.t.     |
| 6                   | Riejanne Markus      | Visma \| Lease a Bike   | z.t.     |
| 7                   | Amanda Spratt        | Lidl-Trek               | z.t.     |
| 8                   | Sophie von Berswordt | Visma \| Lease a Bike   | z.t.     |
| 9                   | Gaia Realini         | Lidl-Trek               | z.t.     |
| 10                  | Brodie Chapman       | Lidl-Trek               | z.t.     |
|                     |                      |                         |          |
| 70                  | Julie Van de Velde   | AG Insurance-Soudal     | + 1'29"  |

### 4e etappe
| Molina de Aragón – Zaragoza (142 km) |                    |                         |          |
| Plaats                               | Naam               | Ploeg                   | Tijd     |
| Winnaar                              | Kristen Faulkner   | EF Education-Cannondale | 3u02'37" |
| 2                                    | Georgia Baker      | Liv AlUla Jayco         | + 10"    |
| 3                                    | Marianne Vos       | Visma \| Lease a Bike   | z.t.     |
| 4                                    | Blanka Vas         | SD Worx-Protime         | z.t.     |
| 5                                    | Sheyla Gutiérrez   | Movistar                | z.t.     |
| 6                                    | Maike van der Duin | Canyon//SRAM Racing     | z.t.     |
| 7                                    | Alison Jackson     | EF Education-Cannondale | z.t.     |
| 8                                    | Silke Smulders     | Liv AlUla Jayco         | z.t.     |
| 9                                    | Juliette Labous    | dsm-firmenich PostNL    | z.t.     |
| 10                                   | Marlen Reusser     | SD Worx-Protime         | z.t.     |
|                                      |                    |                         |          |
| 66                                   | Valerie Demey      | VolkerWessels           | + 12'11" |

| Algemeen klassement |                      |                         |          |
| Plaats              | Naam                 | Ploeg                   | Tijd     |
| Rode trui           | Marianne Vos         | Visma \| Lease a Bike   | 9u59'42" |
| 2                   | Blanka Vas           | SD Worx-Protime         | + 5"     |
| 3                   | Kristen Faulkner     | EF Education-Cannondale | + 9"     |
| 4                   | Elisa Longo Borghini | Lidl-Trek               | + 18"    |
| 5                   | Alison Jackson       | EF Education-Cannondale | + 19"    |
| 6                   | Riejanne Markus      | Visma \| Lease a Bike   | + 20"    |
| 7                   | Demi Vollering       | SD Worx-Protime         | + 21"    |
| 8                   | Marlen Reusser       | SD Worx-Protime         | z.t.     |
| 9                   | Niamh Fisher-Black   | SD Worx-Protime         | z.t.     |
| 10                  | Katarzyna Niewiadoma | Canyon//SRAM Racing     | + 28"    |
|                     |                      |                         |          |
| 80                  | Valerie Demey        | VolkerWessels           | + 17'17" |

### 5e etappe
| Huesca – Jaca (113 km) |                      |                         |          |
| Plaats                 | Naam                 | Ploeg                   | Tijd     |
| Winnaar                | Demi Vollering       | SD Worx-Protime         | 3u09'52" |
| 2                      | Yara Kastelijn       | Fenix-Deceuninck        | + 28"    |
| 3                      | Elisa Longo Borghini | Lidl-Trek               | z.t.     |
| 4                      | Évita Muzic          | FDJ-SUEZ                | + 39"    |
| 5                      | Sarah Gigante        | AG Insurance-Soudal     | + 41"    |
| 6                      | Ricarda Bauernfeind  | Canyon//SRAM Racing     | + 44"    |
| 7                      | Riejanne Markus      | Visma \| Lease a Bike   | z.t.     |
| 8                      | Juliette Labous      | dsm-firmenich PostNL    | + 47"    |
| 9                      | Kim Cadzow           | EF Education-Cannondale | + 57"    |
| 10                     | Pauliena Rooijakkers | Fenix-Deceuninck        | + 1'08"  |
|                        |                      |                         |          |
| 43                     | Julie Van de Velde   | AG Insurance-Soudal     | + 5'28"  |

| Algemeen klassement |                      |                         |           |
| Plaats              | Naam                 | Ploeg                   | Tijd      |
| Rode trui           | Demi Vollering       | SD Worx-Protime         | 13u09'45" |
| 2                   | Elisa Longo Borghini | Lidl-Trek               | + 31"     |
| 3                   | Riejanne Markus      | Visma \| Lease a Bike   | + 53"     |
| 4                   | Kristen Faulkner     | EF Education-Cannondale | + 1'10"   |
| 5                   | Juliette Labous      | dsm-firmenich PostNL    | + 1'13"   |
| 6                   | Marlen Reusser       | SD Worx-Protime         | + 1'23"   |
| 7                   | Niamh Fisher-Black   | SD Worx-Protime         | + 1'34"   |
| 8                   | Katarzyna Niewiadoma | Canyon//SRAM Racing     | + 1'47"   |
| 9                   | Marianne Vos         | Visma \| Lease a Bike   | + 2'07"   |
| 10                  | Silke Smulders       | Liv AlUla Jayco         | + 2'41"   |
|                     |                      |                         |           |
| 73                  | Valerie Demey        | VolkerWessels           | + 24'52"  |

### 6e etappe
| Tarazona – La Laguna Negra (132 km) |                      |                         |          |
| Plaats                              | Naam                 | Ploeg                   | Tijd     |
| Winnaar                             | Évita Muzic          | FDJ-SUEZ                | 4u10'20" |
| 2                                   | Demi Vollering       | SD Worx-Protime         | + 02"    |
| 3                                   | Yara Kastelijn       | Fenix-Deceuninck        | + 15"    |
| 4                                   | Riejanne Markus      | Visma \| Lease a Bike   | + 17"    |
| 5                                   | Elisa Longo Borghini | Lidl-Trek               | + 21"    |
| 6                                   | Ricarda Bauernfeind  | Canyon//SRAM Racing     | z.t.     |
| 7                                   | Juliette Labous      | dsm-firmenich PostNL    | z.t.     |
| 8                                   | Pauliena Rooijakkers | Fenix-Deceuninck        | + 33"    |
| 9                                   | Niamh Fisher-Black   | SD Worx-Protime         | + 38"    |
| 10                                  | Kim Cadzow           | EF Education-Cannondale | + 40"    |
|                                     |                      |                         |          |
| 25                                  | Julie Van de Velde   | AG Insurance-Soudal     | + 2'33"  |

| Algemeen klassement |                      |                         |           |
| Plaats              | Naam                 | Ploeg                   | Tijd      |
| Rode trui           | Demi Vollering       | SD Worx-Protime         | 17u20'01" |
| 2                   | Elisa Longo Borghini | Lidl-Trek               | + 56"     |
| 3                   | Riejanne Markus      | Visma \| Lease a Bike   | + 1'14"   |
| 4                   | Juliette Labous      | dsm-firmenich PostNL    | + 1'38"   |
| 5                   | Niamh Fisher-Black   | SD Worx-Protime         | + 2'16"   |
| 6                   | Évita Muzic          | FDJ-SUEZ                | + 2'42"   |
| 7                   | Marlen Reusser       | SD Worx-Protime         | + 2'52"   |
| 8                   | Ricarda Bauernfeind  | Canyon//SRAM Racing     | + 3'17"   |
| 9                   | Yara Kastelijn       | Fenix-Deceuninck        | + 3'25"   |
| 10                  | Kristen Faulkner     | EF Education-Cannondale | + 3'29"   |
|                     |                      |                         |           |
| 61                  | Julie Van de Velde   | AG Insurance-Soudal     | + 27'55"  |

## Klassementsverloop
| Stage          | Winnaar          | Algemeen klassement | Puntenklassement | Bergklassement   | Ploegenklassement | Strijdlustigste   |
| -------------- | ---------------- | ------------------- | ---------------- | ---------------- | ----------------- | ----------------- |
| 1              | Lidl-Trek        | Gaia Realini        | niet uitgereikt* | niet uitgereikt* | Lidl-Trek         | niet uitgereikt*  |
| 2              | Alison Jackson   | Blanka Vas          | Alison Jackson   | Karlijn Swinkels | Lidl-Trek         | Idoia Eraso       |
| 3              | Marianne Vos     | Blanka Vas          | Blanka Vas       | Karlijn Swinkels | Lidl-Trek         | Mireia Benito     |
| 4              | Kristen Faulkner | Marianne Vos        | Blanka Vas       | Karlijn Swinkels | SD Worx-Protime   | Marlen Reusser    |
| 5              | Demi Vollering   | Demi Vollering      | Marianne Vos     | Karlijn Swinkels | SD Worx-Protime   | Lourdes Oyarbide  |
| 6              | Évita Muzic      | Demi Vollering      | Marianne Vos     | Karlijn Swinkels | SD Worx-Protime   | Claudia San Justo |
| 7              | Marianne Vos     | Demi Vollering      | Marianne Vos     | Karlijn Swinkels | SD Worx-Protime   | Anya Louw         |
| 8              | Demi Vollering   | Demi Vollering      | Marianne Vos     | Demi Vollering   | SD Worx-Protime   | Mireia Benito     |
| Eindklassement | Eindklassement   | Demi Vollering      | Marianne Vos     | Demi Vollering   | SD Worx-Protime   | niet uitgereikt   |

* Tijdens de tweede etappe werd de puntentrui gedragen door Lizzie Deignan, de bergtrui door Brodie Chapman en de trui voor meest strijdlustige renster door Elisa Longo Borghini.
2015 · 2016 · 2017 · 2018 · 2019 · 2020 · 2021 · 2022 · 2023 · 2024 · 2025
Tour Down Under ·
Cadel Evans Great Ocean Road Race ·
Ronde van de Verenigde Arabische Emiraten ·
Omloop Het Nieuwsblad ·
Strade Bianche ·
Ronde van Drenthe ·
Trofeo Alfredo Binda-Comune di Cittiglio ·
Brugge-De Panne ·
Gent-Wevelgem ·
Ronde van Vlaanderen ·
Parijs-Roubaix ·
Amstel Gold Race ·
Waalse Pijl ·
Luik-Bastenaken-Luik ·
Ronde van Spanje ·
Ronde van het Baskenland ·
Ronde van Burgos ·
RideLondon Classic ·
Ronde van Groot-Brittannië ·
Ronde van Zwitserland ·
Ronde van Italië ·
Ronde van Frankrijk ·
GP de Plouay-Bretagne ·
Ronde van Romandië ·
Simac Ladies Tour ·
Ronde van Chongming ·
Ronde van Guangxi
Afgelaste wedstrijden: Ronde van Scandinavië